# Medmulen
Medmulen (norwegisch für Landmarkenmaul) ist eine Gruppe von Felsspornen im ostantarktischen Königin-Maud-Land. Sie ragen an der Nordflanke des Risemedet in der Gjelsvikfjella auf.
Norwegische Kartographen, die sie auch benannten, kartierten sie anhand von Vermessungen und Luftaufnahmen der Dritten Norwegischen Antarktisexpedition (1956–1960).